# الکساندر مارتینف (سیاستمدار ترنسنیستریایی)
الکساندر مارتینف (به انگلیسی: Aleksandr Martynov) سیاست‌مدار اهل ترانس‌نیستریا است که از ۱۷ دسامبر ۲۰۱۶ به عنوان نخست‌وزیر این کشور فعالیت می‌کند.